# Monartron cyathus
Monartron cyathus is een mosdiertjessoort uit de familie van de Candidae. De wetenschappelijke naam van de soort is, als Menipea cyathus, voor het eerst geldig gepubliceerd in 1858 door Wyville Thomson.